# Sentier de grande randonnée de pays de Valençay
Pour les articles homonymes, voir Pays de Valençay.
Ne doit pas être confondu avec Communauté de communes du pays de Valençay.
Le sentier de grande randonnée de pays de Valençay est un itinéraire pédestre (GRP), long d’environ 230 km, qui parcourt les départements de l'Indre et du Loir-et-Cher.
Il a pour point de départ et d'arrivée Valençay et il forme une boucle en passant par : Levroux, Châtillon-sur-Indre et Écueillé.

## Géographie
Le sentier traverse sur 228,8 km le département de l'Indre et sur 1,2 km le département du Loir-et-Cher.
Son altitude maximale est à Bouges-le-Château (207 m) et sont altitude minimale est à Meusnes (68 m).
Il croise ou borde les cours d'eau suivants : Nahon, Poulain, Renon, Fouzon, Modon, Traîne-Feuilles, Tourmente, Indrois et Céphons.

## Itinéraire

### Communes traversées
| Nom                             | Code Insee | Intercommunalité             | Superficie (km2) | Population (dernière pop. légale) | Densité (hab./km2) |
| ------------------------------- | ---------- | ---------------------------- | ---------------- | --------------------------------- | ------------------ |
| Argy                            | 36007      | CC Val de l'Indre - Brenne   | 38,89            | 574 (2022)                        | 15                 |
| Bagneux                         | 36011      | CC Chabris - Pays de Bazelle | 25,3             | 173 (2022)                        | 6,8                |
| Baudres                         | 36013      | CC de la Région de Levroux   | 27,4             | 400 (2022)                        | 15                 |
| Bouges-le-Château               | 36023      | CC de la Région de Levroux   | 34,77            | 264 (2022)                        | 7,6                |
| Chabris                         | 36034      | CC Chabris - Pays de Bazelle | 41,22            | 2 762 (2022)                      | 67                 |
| Châtillon-sur-Indre             | 36045      | CC du Châtillonnais en Berry | 45,3             | 2 296 (2022)                      | 51                 |
| Dun-le-Poëlier                  | 36068      | CC Chabris - Pays de Bazelle | 22,56            | 437 (2022)                        | 19                 |
| Écueillé                        | 36069      | CC Écueillé-Valençay         | 34,9             | 1 189 (2022)                      | 34                 |
| Fontguenand                     | 36077      | CC Écueillé-Valençay         | 18,24            | 252 (2022)                        | 14                 |
| Francillon                      | 36079      | CC de la Région de Levroux   | 10,27            | 76 (2022)                         | 7,4                |
| Gehée                           | 36082      | CC Écueillé-Valençay         | 22,75            | 254 (2022)                        | 11                 |
| Heugnes                         | 36086      | CC Écueillé-Valençay         | 42,17            | 385 (2022)                        | 9,1                |
| Langé                           | 36092      | CC Écueillé-Valençay         | 20,63            | 260 (2022)                        | 13                 |
| Levroux                         | 36093      | CC de la Région de Levroux   | 82,32            | 2 802 (2022)                      | 34                 |
| Luçay-le-Mâle                   | 36103      | CC Écueillé-Valençay         | 68,08            | 1 315 (2022)                      | 19                 |
| Lye                             | 36107      | CC Écueillé-Valençay         | 24,77            | 757 (2022)                        | 31                 |
| Meusnes                         | 41139      | CC Val-de-Cher-Controis      | 13,35            | 1 039 (2022)                      | 78                 |
| Moulins-sur-Céphons             | 36135      | CC de la Région de Levroux   | 32,17            | 277 (2022)                        | 8,6                |
| Palluau-sur-Indre               | 36149      | CC du Châtillonnais en Berry | 41,55            | 789 (2022)                        | 19                 |
| Pellevoisin                     | 36155      | CC Écueillé-Valençay         | 25,62            | 794 (2022)                        | 31                 |
| Poulaines                       | 36162      | CC Chabris - Pays de Bazelle | 46,32            | 816 (2022)                        | 18                 |
| Préaux                          | 36166      | CC Écueillé-Valençay         | 32,54            | 172 (2022)                        | 5,3                |
| Rouvres-les-Bois                | 36175      | CC de la Région de Levroux   | 30,85            | 278 (2022)                        | 9                  |
| Saint-Christophe-en-Bazelle     | 36185      | CC Chabris - Pays de Bazelle | 13,94            | 353 (2022)                        | 25                 |
| Saint-Médard                    | 36203      | CC du Châtillonnais en Berry | 12,6             | 61 (2022)                         | 4,8                |
| Sougé                           | 36218      | CC Val de l'Indre - Brenne   | 13,02            | 146 (2022)                        | 11                 |
| Le Tranger                      | 36225      | CC du Châtillonnais en Berry | 22,26            | 171 (2022)                        | 7,7                |
| Valençay                        | 36228      | CC Écueillé-Valençay         | 41,59            | 2 239 (2022)                      | 54                 |
| Val-Fouzon                      | 36229      | CC Chabris - Pays de Bazelle | 46,9             | 944 (2022)                        | 20                 |
| La Vernelle                     | 36233      | CC Écueillé-Valençay         | 17,08            | 799 (2022)                        | 47                 |
| Veuil                           | 36235      | CC Écueillé-Valençay         | 18,84            | 378 (2022)                        | 20                 |
| Vicq-sur-Nahon                  | 36237      | CC Écueillé-Valençay         | 49,08            | 681 (2022)                        | 14                 |
| Villegongis                     | 36242      | CC de la Région de Levroux   | 18,15            | 103 (2022)                        | 5,7                |
| Villegouin                      | 36243      | CC Écueillé-Valençay         | 24,03            | 321 (2022)                        | 13                 |
| Villentrois-Faverolles-en-Berry | 36244      | CC Écueillé-Valençay         | 73,79            | 880 (2022)                        | 12                 |

#### Valençay à Levroux

Le balisage du GRP

### Descriptif

#### Passerelles
- La Vernelle à Valençay[11] ;
- Bois de Luçay (Luçay-le-Mâle) à Veuil[12] ;
- Saint-Pierre-de-Lamps à Veuil[13] ;
- Les Loges (Saint-Médard) à Pellevoisin[14].

#### Liaisons avec d'autres sentiers
Le GRP croise ou se confond avec les sentiers suivants :
- GR 41[15] ;
- GR 46[16] ;
- PR le Tour des Mégalithes[17].

## Tourisme
| Communes                        | Lieux touristiques |
| ------------------------------- | --- |
| Argy                            | Château d'Argy |

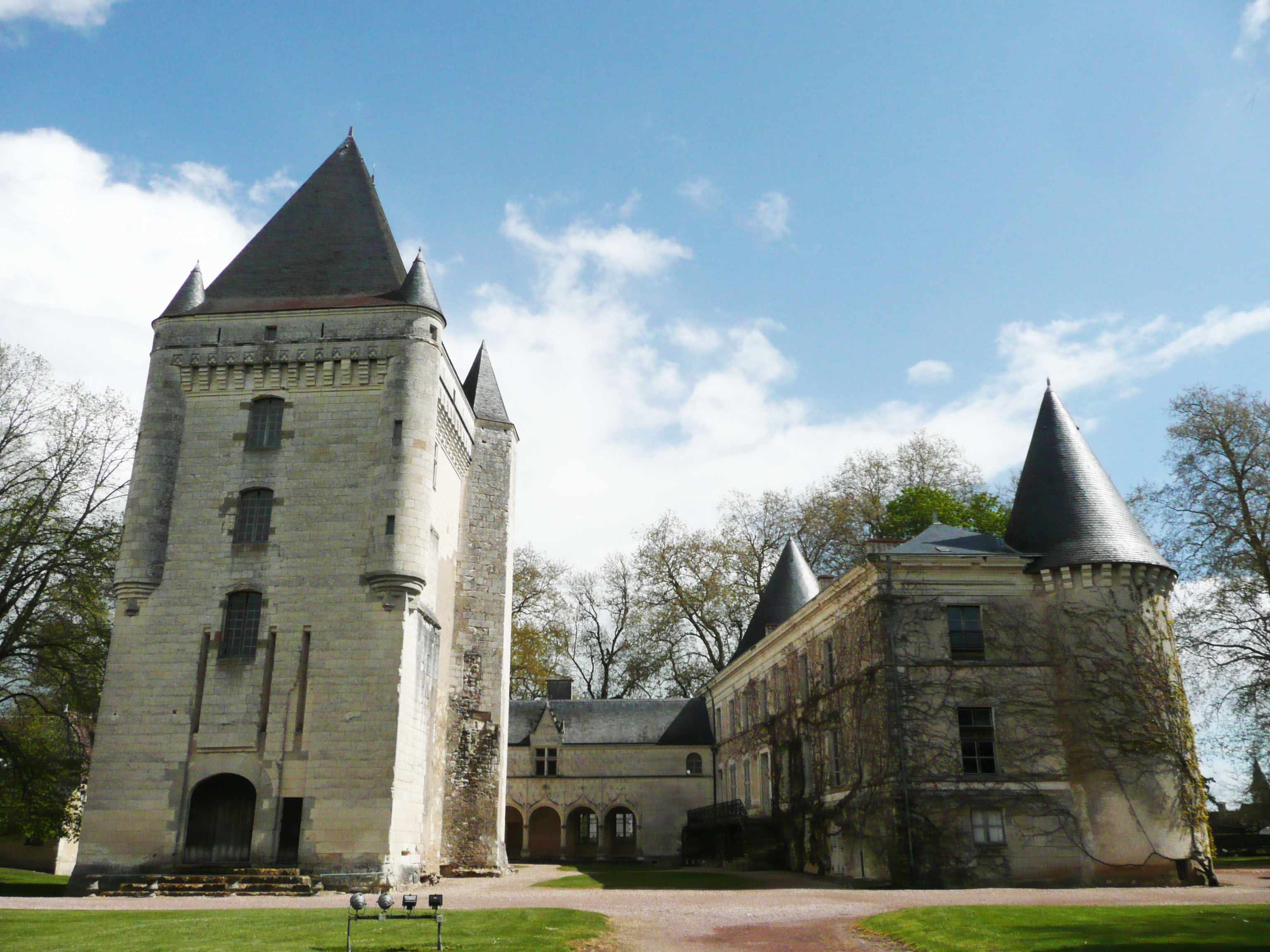
Le château d'Argy.

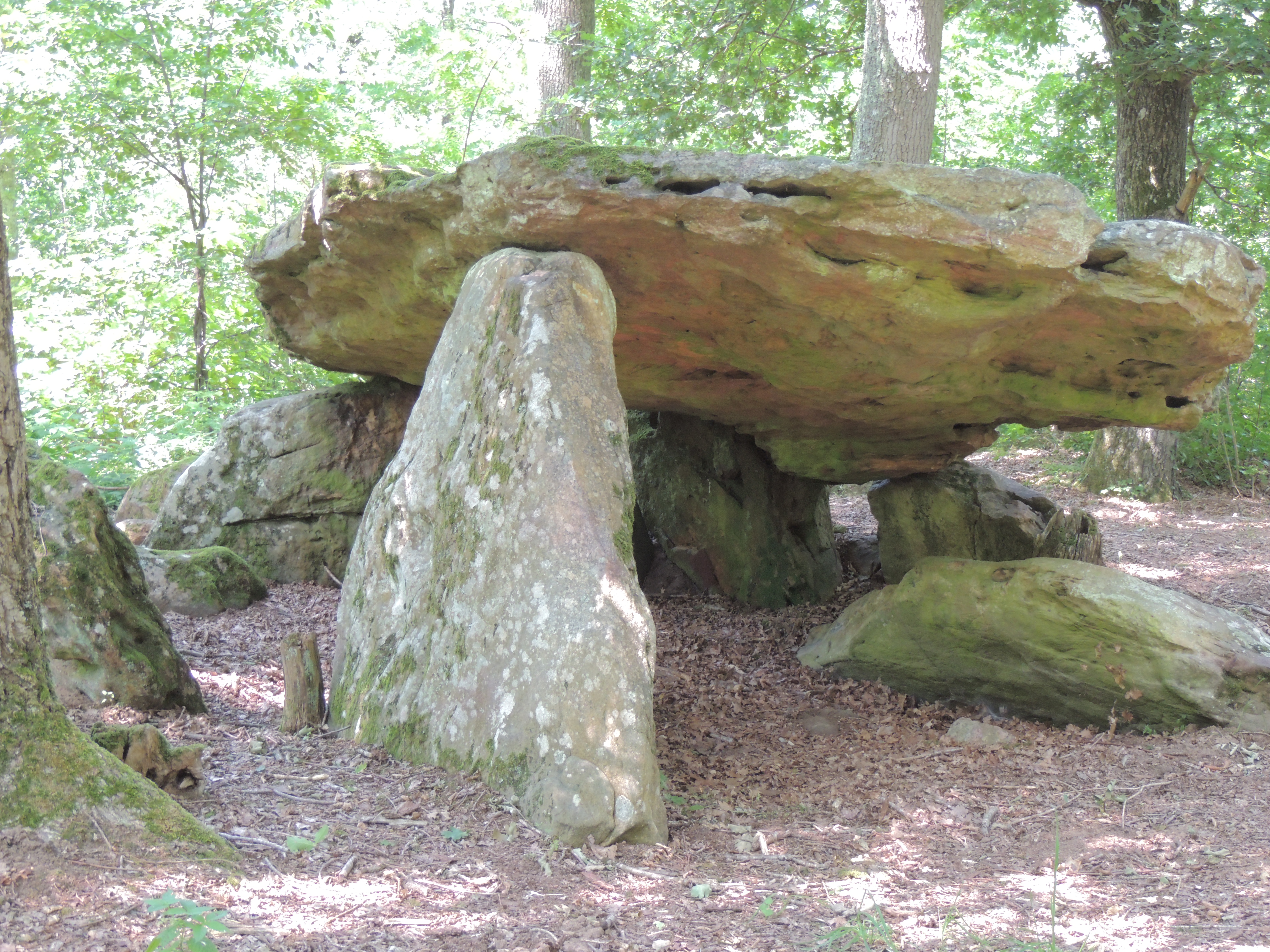
La pierre couverte de Bué à Bagneux, en 2013.

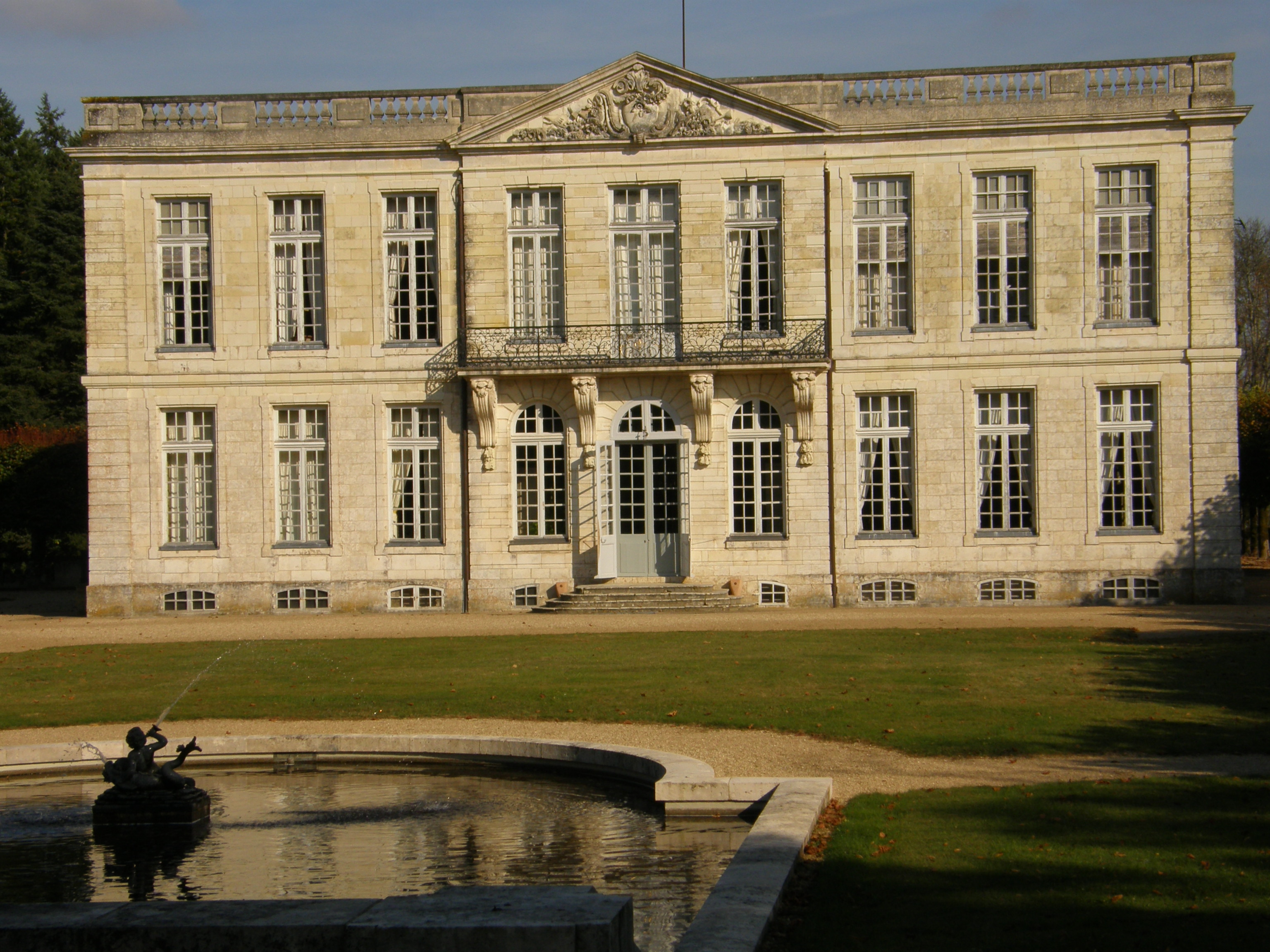
Le château de Bouges à Bouges-le-Château, en 2008.

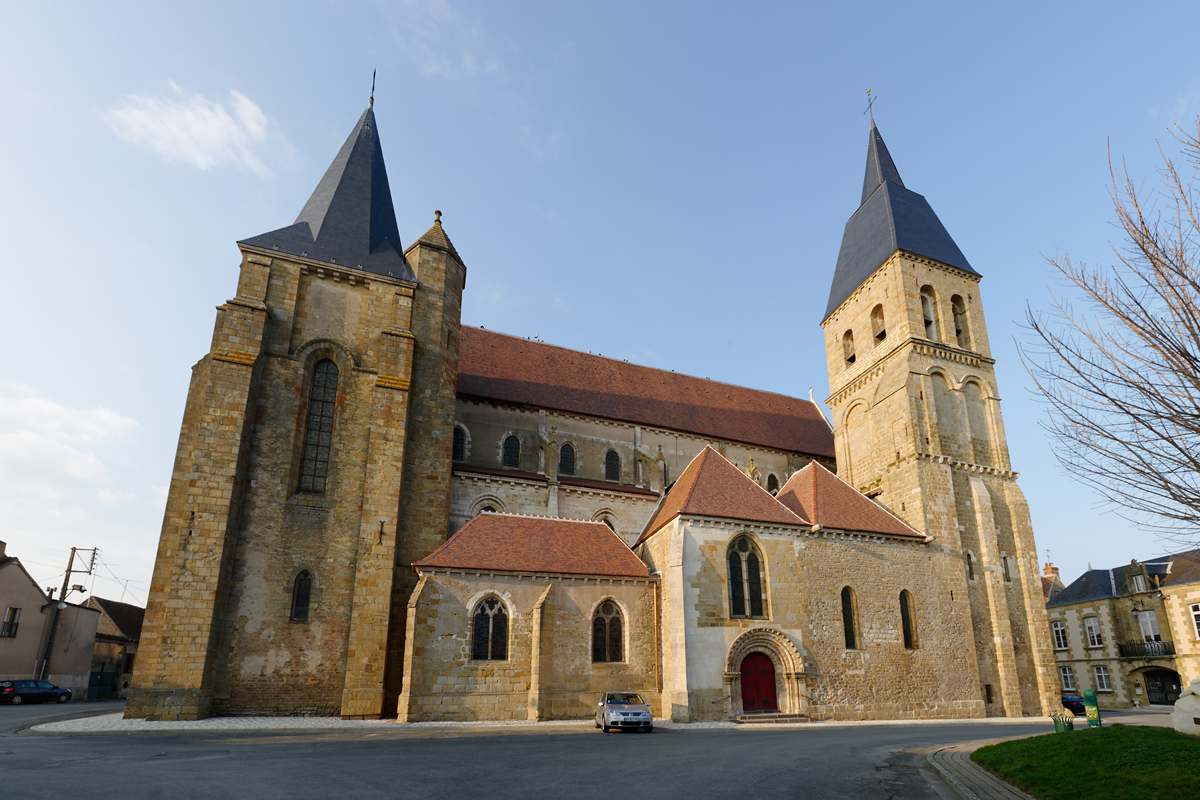
La collégiale Saint-Sylvain de Levroux en 2012.

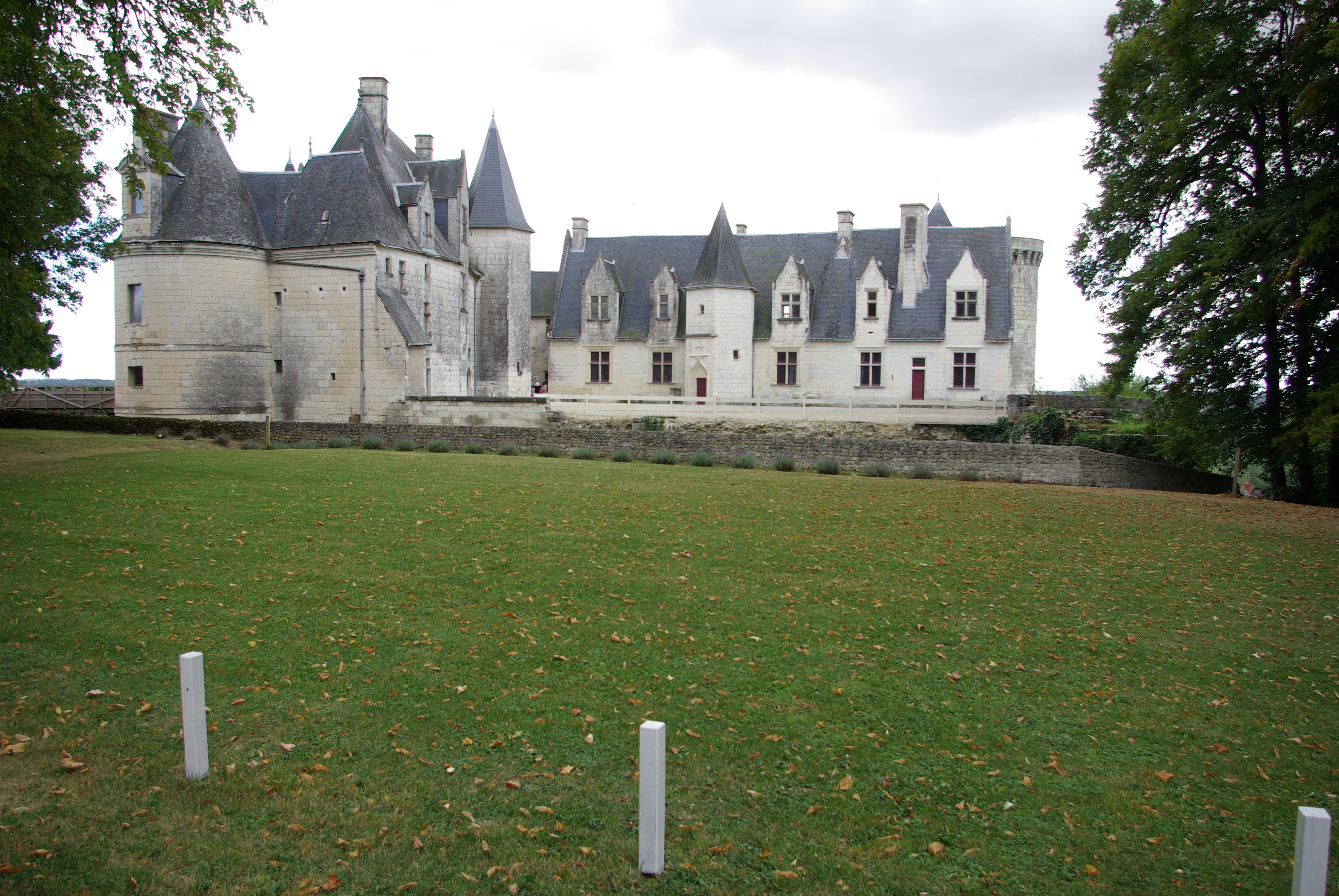
Le château de Palluau-Frontenac à Palluau-sur-Indre, en 2012

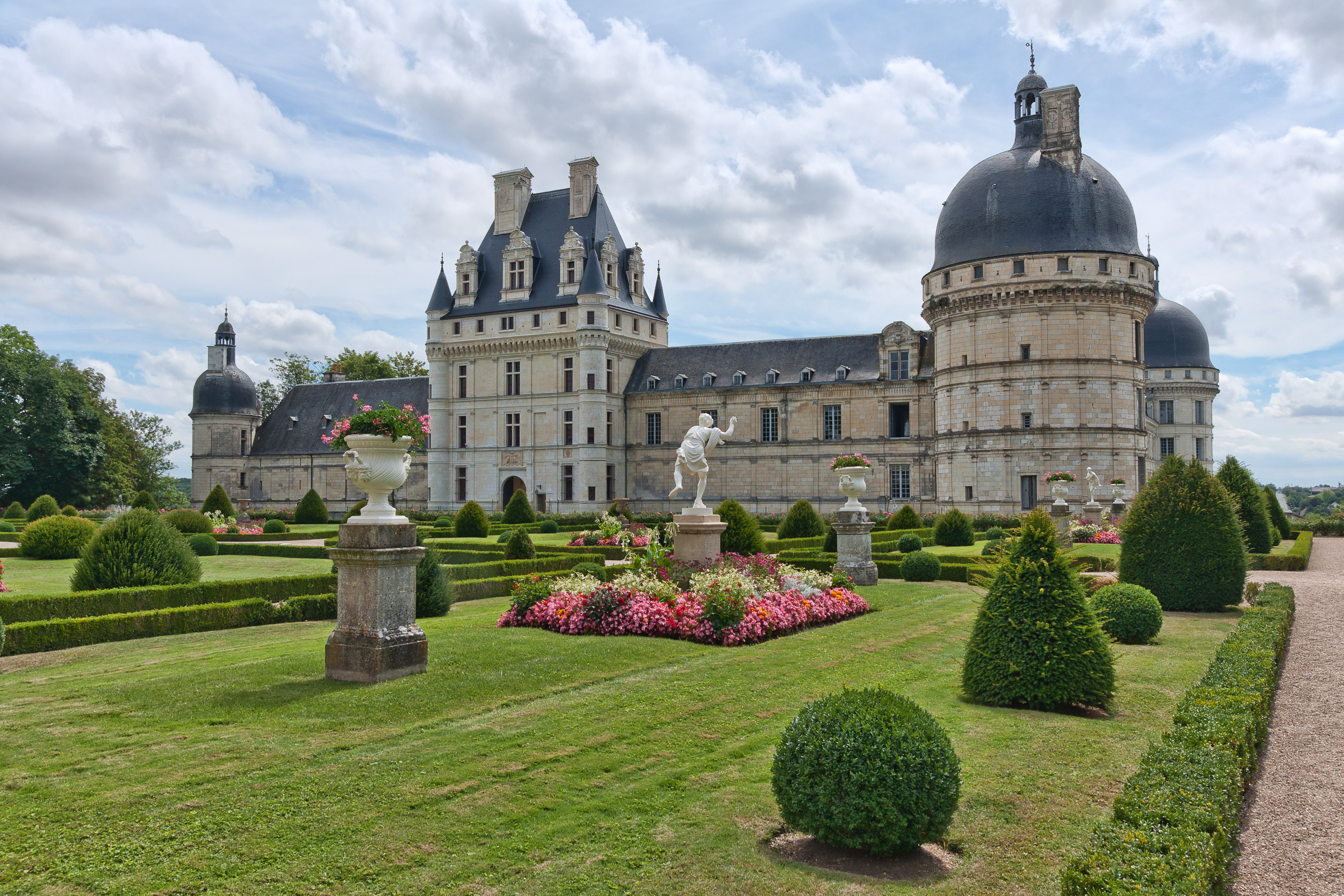
Le château de Valençay en 2010.

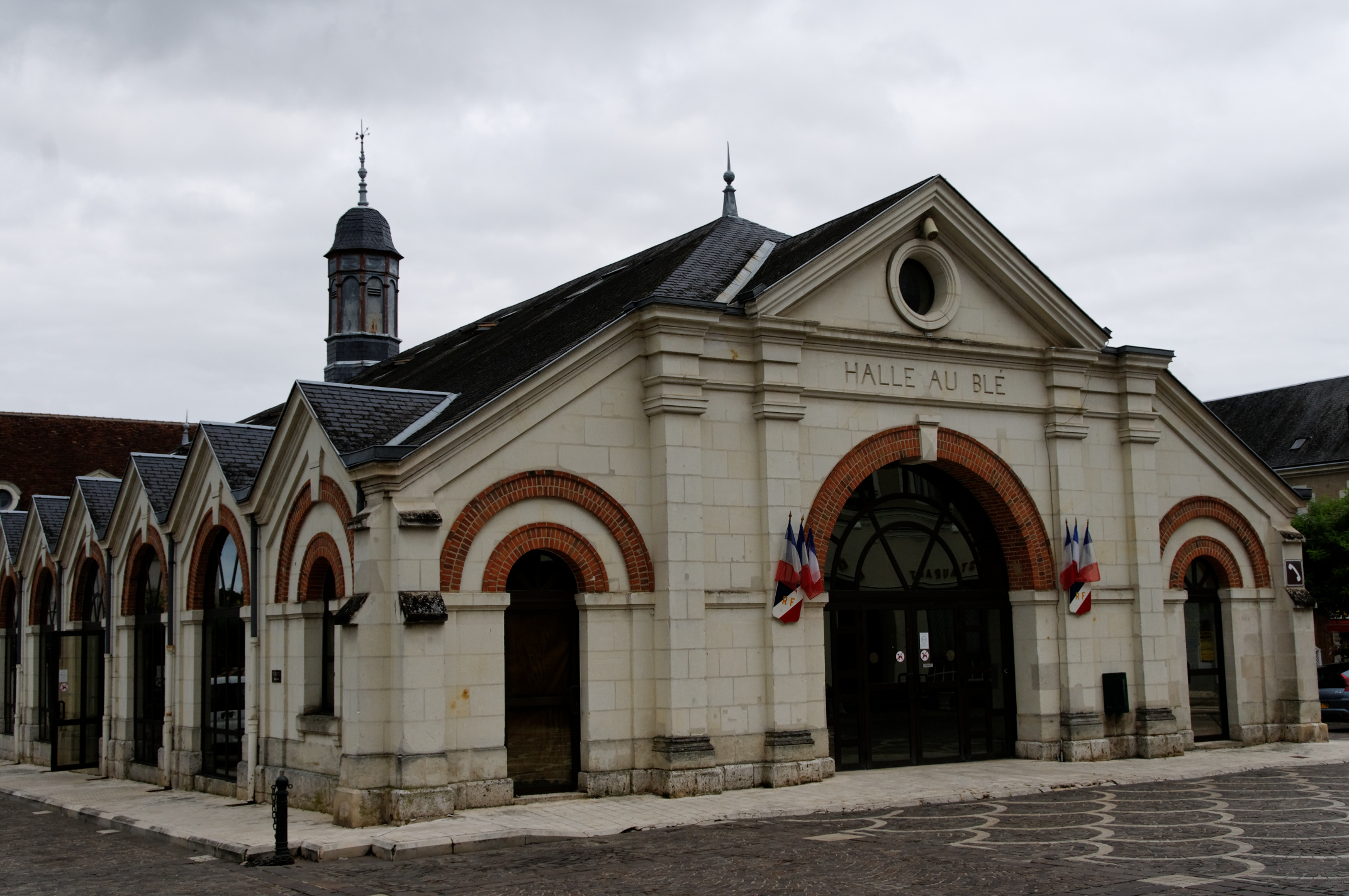
La halle au blé de Valençay en 2010.

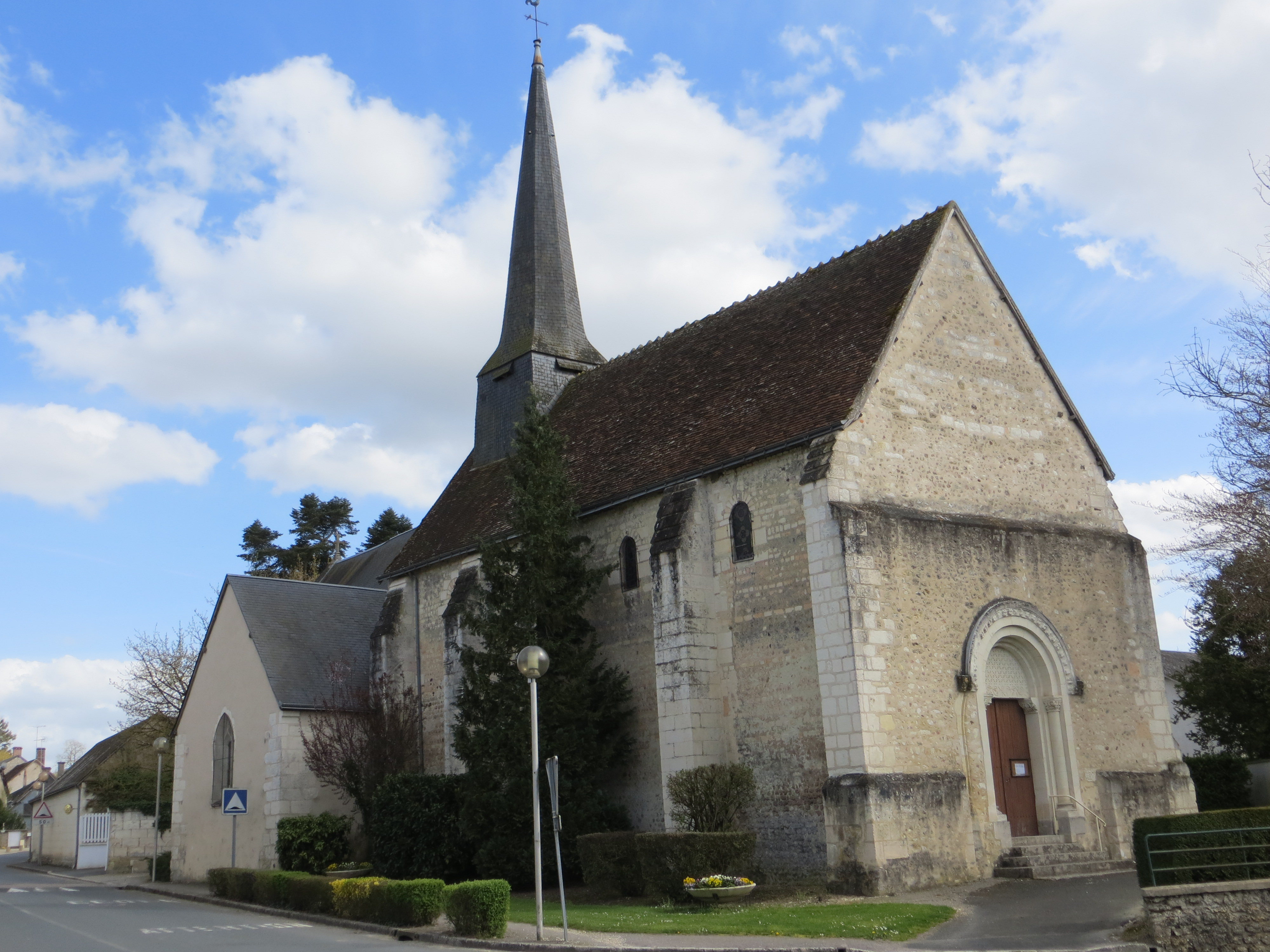
L'église Saint-Laurent de Vicq-sur-Nahon en 2013.

| Bagneux                         | Pierre couverte de Bué Abbaye de la Vernusse |
| Bouges-le-Château               | Château de Bouges Église Saint-Germain |
| Chabris                         | Château de Beauregard Église Saint-Christophe-et-Saint-Phalier Oratoire |
| Châtillon-sur-Indre             | Château de Châtillon-sur Indre Château de Pouzieux (XVe siècle) Château de Chaillou Château du Bourg Neuf Prieuré de Saint-Martin-de-Verton (XVe siècle) Église Notre-Dame |
| Dun-le-Poëlier                  | Château de Fins Prieuré Saint-Vincent |
| Écueillé                        | Château de la Basse Roche (XIXe siècle) Église Notre-Dame Prieuré Ancienne grange cistercienne                                                                             |
| Fontguenand                     | Tour de la Drévaudière (XIVe siècle) |
| Heugnes                         | Église Saint-Martin La Cure Ruines de l'abbaye de Miseray |
| Langé                           | Château de Langé Musée de géologie et paléontologique |
| Levroux                         | Collégiale Saint-Sylvain (XIIIe siècle) Porte de Champagne Tours : vestige de l'ancien château Maison de bois Fontaine Sainte-Rodène Musée du cuir et du parchemin         |
| Luçay-le-Mâle                   | Château d'Oublaise Château de l'Allemandière Manoir de La Foulquetière Musée de la Pierre à Fusil                                                                          |
| Lye (Indre)                     | Château de Saray Église Notre-Dame Prieuré Saint-Charbel Cave de Vaux Maison de Vigne                                                                                      |
| Palluau-sur-Indre               | Château de Palluau-Frontenac Église Saint-Laurent Prieuré Saint-Laurent Hôtel du château                                                                                   |
| Pellevoisin                     | Château du Mée Musée Giraudoux-Bernanos-Estelle Faguette |
| Poulaines                       | Abbaye cistercienne de Barzelle |
| Préaux                          | Château |
| Saint-Médard                    | Château |
| Valençay                        | Château de Valençay Église Saint-Martin Mémorial de Valençay Tombeau de Talleyrand Halle au blé Musée Talleyrand Musée du Sucre d'Art Musée de l'automobile de Valençay    |
| Val-Fouzon                      | Château de Campoix à Parpeçay Château de l’Épinat Château Poséidon Eglise Saint Lignace                                                                                    |
| Veuil                           | Château Renaissance Église Saint-Pierre Four du Bas Ray Fontaine séculaire                                                                                                 |
| Vicq-sur-Nahon                  | Château de la Moustière Château de Coubloust Église Saint-Laurent |
| Villegongis                     | Église Saint-Martin (XVe siècle) |
| Villegouin                      | Église Notre-Dame |
| Villentrois-Faverolles-en-Berry | Maison et buste de Benjamin Rabier Château de Villentrois Église Saint-Georges Chapelle Saint-Mandé Habitations troglodytes                                                |